# Stadtbrand von Balingen 1809
Der Stadtbrand von Balingen 1809 zerstörte am 30. Juni und 1. Juli nahezu die ganze Stadt Balingen innerhalb der Stadtmauer. Nach dem Stadtbrand wurde der Ort bis 1815 als Planstadt wieder aufgebaut.

## Geschichte
Stadtbrände haben Balingen und seine Bewohner über Jahrhunderte wiederholt heimgesucht. Große Stadtbrände sind in den Jahren 1546, 1607, 1672, 1724 und zuletzt 1809 urkundlich belegt. Gelindert wurde der Schaden 1809 durch die württembergische Gebäudebrand-Versicherung, die seit 1772 bestand.
Ähnlich schwere Stadtbrände, bei denen Städte größtenteils oder fast vollständig zerstört wurden, gab es 1782 in Göppingen, 1794 in Sulz, 1803 in Tuttlingen und 1826 in Triberg. Größere Stadtbrände, bei denen jedoch nicht mehr als zwei Drittel der Städte vernichtet wurden, ereigneten sich noch 1892 in Wolfach, 1893 in Nagold und 1895 in Leonberg.

## Verlauf
Der Großbrand entstand am 30. Juni gegen 13 Uhr durch einen Blitzeinschlag im Nordwesten der Stadt. Die Einwohner befanden sich bei der Heuernte. Nach zehn Minuten brannten vier Gebäude und nach einer Stunde waren es 30. Innerhalb weniger Stunden griff das Feuer dann in südlicher Richtung auf Gebäude im nordöstlichen und südwestlichen Teil der Stadt über. Um Mitternacht brannte die nördliche Hälfte der Stadt und griff dann auf das südöstliche Stadtviertel über. Bis zum Mittag des 1. Juli wanderte die Feuerzone nach Norden. Das Großfeuer endete um die Mittagszeit, nachdem es keine Nahrung mehr fand und am Südrand der Stadt durch den Abriss einiger Gebäude gestoppt werden konnte.

## Schadensbilanz
Der Stadtbrand zerstörte von den 390 Gebäuden der Stadt insgesamt 335. Verschont blieben sehr kleine Häuser im Bereich des Zwingers, des doppelten Mauerrings im Osten und Westen der Stadt. Von rund 2400 Einwohnern waren 1900 obdachlos, die zuerst im Freien übernachten mussten.
Die Schadenssummen beliefen sich auf einen versicherten Gebäudeschaden von 320.000 Gulden sowie um einen unversicherten Sachschaden von geschätzt 123.802 Gulden.

## Hilfs- und Notmaßnahmen
Die Nachbarstadt Ebingen sandte noch in der Brandnacht drei Wagen mit Brot. Weitere Spenden an Lebensmitteln, Getreide, Stoffen und Kleidern beliefen sich auf geschätzt 3600 Gulden. Nach Presseberichten trafen private Geldspenden von 17.239 Gulden ein, die der König um 11.000 Gulden erhöhte. Er gab 200 Scheffel Dinkel, die Herzoginwitwe weitere 40 Scheffel. Eine Collekte für die durch Brand verunglükte Einwohner der Stadt Balingen auf Anordnung der Landesregierung ergab 5228 Gulden, beteiligt wurden auch Bürger, die keinen Hausbesitz hatten. Hinzu kam eine dreijährige Befreiung von der Accise auf den Märkten der Stadt und eine zweijährige Zollfreiheit für Ein- und Ausfuhren über die Landesgrenze. Die Schuttabfuhr wurde in Fronarbeit durch das Oberamt befohlen. Da dies jedoch nicht ausreichte, wurden Fuhrarbeiten an private Unternehmer vergeben. Finanziert wurde dies, indem auch die anderen Gemeinden des Landes zum Spenden aufgefordert wurden. Dies erbrachte eine weitere Kollekte von 7570 Gulden. Der Brandschutt war erst im Dezember beseitigt.
Bald nach dem Brand waren die Obdachlosen in Notquartieren untergebracht. Eine Zählung ergab im Oktober 1809: 932 Personen in 48 verschonten Bürgerhäusern und Notquartieren, 224 Personen in Werkstätten, Schuppen und Gartenhäusern sowie 154 Personen in Baracken. Etwa 1100 Balinger wohnten in Nachbar- oder weiter entfernten Orten. Es beherbergten Engstlatt 258, Endingen 186, Heselwangen 142, Ostdorf 136, Frommern 121, Weilheim 70, Dürrwangen 59, Erzingen 52 und Geislingen 34 Brandgeschädigte.